# Goodbye Yellow Brick Road
"Goodbye Yellow Brick Road" is een nummer van de Britse muzikant Elton John. Het nummer verscheen op zijn gelijknamige album uit 1973. Op 7 september van dat jaar werd het nummer uitgebracht als de tweede single van het album.

## Achtergrond
"Goodbye Yellow Brick Road" is geschreven door Elton John en Bernie Taupin en is geproduceerd door Gus Dudgeon. De titel is een verwijzing naar het pad van gele klinkers uit het boek De tovenaar van Oz en de op dat boek gebaseerde film The Wizard of Oz. Het nummer is gecentreerd rond het pianospel van John en is kenmerkend doordat hij in het refrein zijn kopstem gebruikt. Verder zijn Davey Johnstone (gitaar), Dee Murray (basgitaar) en Nigel Olsson (drums) op het nummer te horen; zij vormden in de eerste helft van de jaren '70 de begeleidingsband van John. De B-kant van de single bevat het nummer "Screw You", alhoewel de titel in de Verenigde Staten veranderd moest worden naar "Young Man's Blues" zodat het Amerikaanse publiek zich niet beledigd zou voelen.
"Goodbye Yellow Brick Road" groeide uit tot een van de grootste hits van John: na "Crocodile Rock" en "Daniel" was het zijn derde nummer 1-hit van 1973 in Canada. Ook in de Verenigde Staten scoorde het nummer goed met een tweede plaats in de Billboard Hot 100, waarbij het achtereenvolgens van de eerste plaats werd afgehouden door "Top of the World" van Carpenters en "The Most Beautiful Girl" van Charlie Rich. In het Verenigd Koninkrijk kwam de single tot de zesde plaats in de hitlijsten. In Nederland scoorde het nummer wat minder met een twintigste plaats in de Nederlandse Top 40 en een 23e plaats in de Daverende Dertig. In 2010 plaatste het tijdschrift Rolling Stone het nummer op plaats 380 in hun lijst The 500 Greatest Songs of All Time.
"Goodbye Yellow Brick Road" is in 2005 gecoverd door Keane op het liefdadigheidsalbum Help!: A Day in the Life en in 2018 door Queens of the Stone Age op het tributealbum Revamp als eerbetoon aan John en Taupin. In de biografische film Rocketman werd het nummer gezongen door Taron Egerton en Jamie Bell, die respectievelijk John en Taupin speelden. John bracht zelf een liveversie van het nummer uit op het album Elton John One Night Only – The Greatest Hits als duet met Billy Joel. In 2018 noemde John zijn laatste concerttournee "Farewell Yellow Brick Road" naar het nummer.

## Hitnoteringen

### Nederlandse Top 40
| Hitnotering: 08-12-1973 t/m 05-01-1974 | Hitnotering: 08-12-1973 t/m 05-01-1974 | Hitnotering: 08-12-1973 t/m 05-01-1974 | Hitnotering: 08-12-1973 t/m 05-01-1974 | Hitnotering: 08-12-1973 t/m 05-01-1974 | Hitnotering: 08-12-1973 t/m 05-01-1974 | Hitnotering: 08-12-1973 t/m 05-01-1974 |
| Week                                   | 1                                      | 2                                      | 3                                      | 4                                      | 5                                      |                                        |
| -------------------------------------- | -------------------------------------- | -------------------------------------- | -------------------------------------- | -------------------------------------- | -------------------------------------- | -------------------------------------- |
| Positie                                | 29                                     | 20                                     | 23                                     | 29                                     | 40                                     | uit                                    |

### Daverende Dertig
| Hitnotering: 08-12-1973 t/m 22-12-1973 | Hitnotering: 08-12-1973 t/m 22-12-1973 | Hitnotering: 08-12-1973 t/m 22-12-1973 | Hitnotering: 08-12-1973 t/m 22-12-1973 | Hitnotering: 08-12-1973 t/m 22-12-1973 |
| Week                                   | 1                                      | 2                                      | 3                                      |                                        |
| -------------------------------------- | -------------------------------------- | -------------------------------------- | -------------------------------------- | -------------------------------------- |
| Positie                                | 28                                     | 23                                     | 29                                     | uit                                    |

### NPO Radio 2 Top 2000
| Nummer met noteringen in de NPO Radio 2 Top 2000 | '03  | '04  | '05  | '06  | '07  | '08  | '09  | '10  | '11  | '12-'18 | '19  | '20 | '21 | '22 | '23 | '24 |
| ------------------------------------------------ | ---- | ---- | ---- | ---- | ---- | ---- | ---- | ---- | ---- | ------- | ---- | --- | --- | --- | --- | --- |
| Goodbye Yellow Brick Road                        | 1573 | 1611 | 1878 | 1763 | 1752 | 1765 | 1810 | 1519 | 1946 | -       | 1261 | 987 | 811 | 686 | 563 | 761 |

1. ↑  Een '-' betekent dat het nummer niet was genoteerd en een vetgedrukt getal geeft de hoogste notering aan.
2. ↑  2003 was het eerste jaar met een notering voor dit nummer.